# Man Group
Man Group (LSE: EMG : ) es una empresa británica de inversiones alternativas diversificadas que forman parte del índice FTSE 250. Con oficinas en una docena de países en varios continentes, gestionaba en enero de 2011 más de 68.000 millones de dólares en activos.

## Actividad
Gestión alternativa de activos (acciones, divisas, fondos, capital inmobiliario...) 

## Principales accionistas
A 31 de marzo de 2020, sus principales accionistas eran:
| Silchester International Investors    | 8,68% |
| M&G Investment Management             | 3,76% |
| Aberdeen Asset Investments            | 3,26% |
| The Vanguard Group                    | 3,15% |
| Dimensional Fund Advisors             | 2,81% |
| Norges Bank Investment Management     | 2,75% |
| UBS Asset Management                  | 2,27% |
| Legal & General Investment Management | 2,05% |
| JPMorgan Asset Management             | 1,95% |
| BlackRock Investment Management       | 1,81% |